# El Conde
El Conde är en ort i Mexiko.   Den ligger i kommunen Cocula och delstaten Jalisco, i den centrala delen av landet, 500 km väster om huvudstaden Mexico City. El Conde ligger 1 321 meter över havet och antalet invånare är 144.
Terrängen runt El Conde är kuperad söderut, men norrut är den platt. Runt El Conde är det ganska tätbefolkat, med 96 invånare per kvadratkilometer. Närmaste större samhälle är El Crucero de Santa María, 0,78 km väster om El Conde. Trakten runt El Conde består till största delen av jordbruksmark.